# Jules Larcher
Pour les articles homonymes, voir Larcher.
Jules François Marie Joseph Larcher, né à Choloy le 26 mai 1849 et mort à Nancy le 10 juin 1920, est un peintre français.

## Biographie
Fils d'aubergistes, Jules Larcher étudie à l'École Municipale de dessin de Nancy où il est l'élève de Claude-Émile Thiéry et de Charles Sellier. À partir de 1868, il est à Paris l'élève de Léon Bonnat. Il expose régulièrement à partir de 1876 au Salon de Paris, jusqu'en 1883. Il se spécialise dans les portraits et les natures mortes. En 1883, sa peinture Daphnis et Chloé est achetée par l'État pour le Musée de Nancy. La même année, il peint le portrait de l'ingénieur général du Génie maritime Victor Gervaize. Donné au musée de Dinan en 1940, ce portrait est aujourd'hui exposé dans la salle d'honneur de l'Hôtel de ville de Dinan. En 1894, il se marie avec l'artiste peintre de fleurs Maria Roy à Nancy après que celle-ci ait été son élève à l'École des beaux-arts.
Directeur de l'école des Beaux-Arts de Nancy de 1886 à 1920, il devient à cette occasion le directeur du musée des Beaux-Arts de Nancy. Il figure parmi les membres fondateurs de l'École de Nancy, mais s'en retire dès la première année.
« A l'Ecole des Beaux-Arts, M. Larcher avait été un maitre autorisé, respecté et aimé. Il y était pour la jeunesse l'exemple de l'énergie qui ouvre l'avenir dans des débuts laborieux et difficiles, de la probité professionnelle, de la vocation servie par l'opiniâtreté au travail et la vision de l'ideal. Et dans les nombreuses générations d'élèves formées sous sa direction, il gardait, parmi les meilleurs, d'intimes et fidèles amitiés nées dans la reconnaissance.» Déclare M. Mengin, maire de Nancy, sur la tombe de Jules Larcher. Nombreux sont les élèves qui, ayant suivi l'enseignement de Larcher, se sont fait un nom dans les arts et sont fiers de se revendiquer comme son élève.

## Élèves
- Jean-Louis Burtin (1878-1940)
- Auguste Desch (1877-1924)
- Gaston Hoffmann (1883-1977)
- Laurent Jacquot-Defrance (1874-1902)
- Paul Rémy (1897-1981)
- Émile Daimée (1867-1956)
- Rose Wild (1872-1904)
- Félicien César (1849-1930)
- Henri Bergé (1870-1937)